# Pentru tine (cântec)
„Pentru tine” este un cântec al interpretei moldovence Anna Lesko. Compoziția a fost inclusă pe cel de-al treilea album de studio al solistei, Pentru tine. Piesa reprezintă primul extras pe single al materialului și cel de-al patrulea din cariera lui Lesko, devenind la acea vreme cel de-al doilea cel mai mare succes al său în Romanian Top 100.

## Informații generale
În urma succesului întâmpinat de albumul  Inseparabili, pentru care solista a fost recompensată cu un disc de aur pentru cele peste 35.000 de exemplare comercializate, interpreta a început promovarea unui nou material discografic. Pentru tine a fost puternic influențat de muzica rock, pentru a-l realiza artista cooptându-l pe membrul formației Direcția 5 și producătorul Marian Ionescu, care s-a ocupat de realizarea întregului album. Primul extras pe single, înregistrarea omonimă a câștigat locul șaptezeci și nouă în Romanian Top 100, devenind al doilea cel mai mare succes al solistei în clasamentul celor mai difuzate cântece din România, după „Inocența”.
Pentru a crește notorietatea înregistrării, s-a filmat și un videoclip, regizat de Andreea Păduraru — cu care Lesko colaborase anterior la alte materiale. Scurtmetrajul a fost inspirat din stilul vestimentar al lui Marilyn Monroe, artista abordând o înfățișare retro. De asemenea, „Pentru tine” este primul extras pe single al artistei care a fost lansat în format digital.

## Clasamente
| Țară (clasament)           | Poziția maximă | Referință |
| -------------------------- | -------------- | --------- |
| România (Romanian Top 100) | 79             | [ 2 ]     |